# 42566 Ryutaro
42566 Ryutaro este o planetă minoră (asteroid), cu un diametru de 2,675 km, din centura de asteroizi. A fost descoperită pe 3 decembrie 1996 la Geisei⁠(d) de Tsutomu Seki. 
Obiectul prezintă o orbită caracterizată de o semiaxă mare de 2,3680503424644 UAi, o excentricitate de 0,24, o înclinație de 6 ° în raport cu ecliptica.